# Bruno Latour
Bruno Latour (Beaune (Côte-d'Or), 22 juni 1947 – Parijs, 9 oktober 2022) was een Frans socioloog en filosoof die zich voornamelijk bezighield met wetenschapssociologie en technieksociologie. Tot zijn bekendste boeken behoren Laboratory life (1979), Science in Action (1987) en Nous n'avons jamais été modernes (1991). Latour observeerde in deze eerste studies onderzoekers in het laboratorium en beschreef wetenschap als een sociotechnische constructie. Samen met Michel Callon en John Law behoorde Latour tot de grondleggers van de actor-netwerktheorie.
Behalve met sociologische studies naar fenomenen zoals de constructie van wetenschappelijke feiten, hield Latour zich ook bezig met filosofische reflecties over de aard van onze huidige wereld. Vanaf de jaren 90 werkte hij dit uit tot een algemene kritiek op de moderniteit en beweerde hij dat we in feite nooit modern zijn geweest, tenminste niet op de wijze waarop we dachten. De ontwikkeling van de moderne wetenschap was in zijn ogen niet te beschouwen als een radicale breuk met het voorgaande, maar enkel als een verschil qua schaal van associaties tussen de dingen. 
In recenter werk richtte Latour zich enerzijds op de wetenschappelijke en politieke debatten rond natuurbescherming en klimaatverandering, zoals in Politiques de la nature (1999) en Face à Gaïa. Huit conférences sur le Nouveau Régime Climatique (2015), en anderzijds op een positieve invulling van onze huidige 'moderne' wereld, bijvoorbeeld in Enquête sur les modes d'existence (2012). 

## Wetenschapsantropologie
Wetenschapsantropologie is de studie van de ontwikkeling van wetenschappelijke praktijken en controversen vanuit het besef dat wetenschap en maatschappij onderling nauw verweven zijn. Het is de toepassing van de antropologische benadering op een modern fenomeen zoals de wetenschappelijke praktijk. Dat wil dus zeggen dat de onderzoeker de wetenschappelijke praktijk moet onderzoeken zonder enige vooronderstelling over wat er precies gebeurt. Agnosticisme ten aanzien van de inhoud van wetenschap is de enige manier om grensgevechten rond de afbakening van het wetenschappelijk domein te observeren, zonder daarin zelf betrokken te raken. Bij de verklaring van het verloop van controversen dient men geen beroep te doen op de latere uitkomsten ervan.
Latour zelf deed enkele jaren veldwerk binnen het Salk Institute for Biological Studies. Met deze casestudie wilde Latour de talloze verbindingslijnen tussen wetenschap en maatschappij ontrafelen en met name de maatschappelijke machtspositie van het laboratorium analyseren.

### Methodologie
Methodologische voorschriften voor wetenschapsantropologisch onderzoek zijn:
- Vertrouwd raken met wetenschappelijke praktijken of controversen
- Vooroordelen over wat daar gebeurt en wat kennis is zo veel mogelijk thuis laten
- Sceptisch staan tegenover verklaringen voor wetenschappelijk succes of falen die uit hun context zijn losgeweekt
- Wetenschap in wording bestuderen en deze fase niet verwarren met haar resultaat.

Wetenschap onderscheidt zich volgens Latour van andere menselijke bezigheden niet door haar logica, maar door haar 'associologica': haar vermogen de bestaande orde te transformeren door nieuwe verbanden te leggen. Hierin verschilt ze niet kwalitatief van andere sociale praktijken, maar enkel qua schaal: wetenschap weet zich te onderscheiden doordat ze enorme aantallen mensen en niet-mensen weet te verbinden tot een netwerk.
Latours vertrekpunt is een semiotische benadering van teksten waarin betekenis wordt opgevat als een relationeel effect. Hij beperkt deze benadering niet tot teksten alleen, maar breidt haar uit tot alle betrokken actoren, zowel mensen als niet-mensen.

### Translatie
Het leggen van de verschillende associaties tussen de elementen van een netwerk, zoals de bodemstalen van een experiment en de grafieken en artikels die erop steunen, vereist een vorm van arbeid. Deze dingen zijn niet bij voorbaat met elkaar verbonden, maar moeten verbonden worden via een vertalingsproces, dat Latour typeert als 'translatie'. Translatie houdt in dat een andere positionering van een element (teken) ten opzichte van zijn context gepaard gaat met een verschuiving in de betekenis die aan dat element wordt gehecht. Translatie heeft een tweeledige betekenis:.
- meetkundige verplaatsing
- linguïstisch door middel van vertaling.

Er zijn tegengestelde translatiemechanismen (positieve en negatieve modaliteiten). Een uitspraak kan als objectief feit worden gekwalificeerd door het van zijn ontstaansgeschiedenis te zuiveren, of juist als artefact worden gezien door het aan zijn subjectieve, plaats- en tijdgebonden oorsprong te koppelen.
Wanneer een ontstaansgeschiedenis helemaal is verdwenen zeggen we dat een bewering een black box is geworden. Iedere bijdrage aan het wetenschappelijk debat wijzigt de status van de oorspronkelijke uitspraak. Het lot van een uitspraak ligt in de handen van diegenen die hem doorgeven. Een uitspraak dwingt instemming af door te leunen op de overtuigingskracht van anderen.
Door het translatiemechanisme wordt de auteur plaatsvervanger en woordvoerder van velen. De overtuigingskracht van een tekst wordt versterkt door vele krachten op één lijn te brengen. De paradox hierbij is dat hoe méér teksten de voorgestelde associatie overnemen en deze, in een streven om eigen claims te funderen, positief bekrachtigen, des te vanzelfsprekender deze associatie wordt.

### Actor-netwerktheorie
De vroege studies van Latour zijn te situeren in de lijn van het 'sterke programma' van auteurs als Barry Barnes en David Bloor in de wetenschapssociologie. Dit programma pleit voor een symmetrische analyse tussen ware en onware theorieën. In plaats van de waarheid van een theorie als zijn eigen verklaring te zien, en onware theorieën te verklaren door sociale stoorfactoren, dienen beide gelijkaardige verklaringen te krijgen. De wetenschap staat dus niet los van het sociale en de samenhang daarmee leidt er niet toe dat zuivere wetenschappelijke theorieën besmet worden door sociale factoren en zo minder waar worden. De wetenschap is zelf juist door en door sociaal, net als de andere culturele sferen.
Deze vorm van analyse vormde een belangrijke ambitie die Latour had met zijn werk, maar hij was daarnaast ook steeds verbaasd dat er zo veel kritiek was op deze benadering, alsof elke sociale verklaring van wetenschap eigenlijk een kritiek was op de wetenschap zelf. Hij verweet het onderscheid tussen subject en object, maatschappij en natuur, de oorsprong van deze neiging tot asymmetrie te zijn. In zijn eigen werk, maar ook in het werk van Michel Callon en John Law, wordt het programma van Bloor dan ook geradicaliseerd tot een 'principe van algemene symmetrie'. Dit impliceert niet enkel meer een symmetrie tussen ware en onware theorieën, maar ook tussen subjecten en objecten. Dit staat bekend als de actor-netwerktheorie (ANT).
Eerder dan te vertrekken van een maatschappij van subjecten die een natuur van objecten dient te analyseren, wil de actor-netwerktheorie vertrekken vanuit een neutraal standpunt. In haar wordt de ontwikkeling van wetenschappelijke praktijken en controversen dan ook beschreven als het smeden van een stabiel netwerk van relaties tussen 'actanten'. Actant is een semiotische verzamelterm voor de heterogene menselijke en niet-menselijke krachten of tekens waaruit een wetenschappelijk netwerk wordt opgebouwd, zonder dat op voorhand de identiteit ervan als mens of niet-mens wordt vastgelegd. Wil men wetenschappelijke praktijken begrijpen, dan dient men oog te hebben voor de acties van mensen, instrumenten, atomen, kapitaalstromen, wetenschappelijke artikelen enzovoort. Alles wat kracht uitoefent of weerstand biedt is een actant. 
De studie van wetenschap in wording vraagt dus om uitbreiding van het klassieke semiotische kader dat zich tot louter teksten beperkt. Men kan niet vertrekken vanuit het idee dat 'alles taal is' of door taal wordt gemedieerd. Taal is slechts één mogelijke relatie tussen de dingen, terwijl er talloze andere translaties mogelijk zijn. Er zal dus ook ruimte moeten worden gegeven aan niet-talige elementen, zoals instrumenten. 
De wetenschapper maakt in de praktijk geen onderscheid tussen mensen en dingen. Beide kunnen ze als bondgenoot dienen om het netwerk van zijn wetenschappelijke theorie te vergroten. Een wetenschappelijk feit wordt sterker als het meer associaties weet te leggen, simpelweg omdat het voor anderen dan moeilijker wordt dit feit te weerleggen. Ze moeten dan ook alle gelegde associaties naar andere teksten, experimenten en logische argumenten weerleggen. Wetenschap wordt niet getypeerd door een soort radicale breuk met de rest van de (sociale) wereld, maar simpelweg door een verschil in schaal: wetenschap weet meer associaties te leggen, meer actanten te rekruteren, en zo sterker te worden. De onderscheidingen tussen wetenschap en niet-wetenschap, het sociale versus het technische, of natuur versus maatschappij, kunnen nooit dienst doen als verklaring want deze staan nooit aan het begin van het proces. Ze zijn daarentegen steeds het resultaat van een wetenschappelijke controverse en moeten dus zelf ook worden verklaard. Pas achteraf, wanneer wetenschap in actie (science in action) overgaat tot kant en klare wetenschap (ready-made science), komen wetenschappelijke theorieën naar voren als een afspiegeling van de werkelijkheid zonder manipulatie of sociale invloeden.

### Gaia
De visie op wetenschap die Latour in de actor-netwerktheorie ontwikkelde, kreeg met een reeks boeken over de klimaatverandering een steeds nadrukkelijker politieke lading. In Face à Gaïa, (vertaald als Oog in oog met Gaia, 2017) stelde Latour dat "de natuur niet langer de stabiele achtergrond vormt van ons doen en laten. We zijn toegetreden tot het drama van de geogeschiedenis, het tijdvak van het antropoceen. In dat tijdvak dringen de ecologische gevolgen van het menselijk handelen zich hardhandig op de voorgrond." 
De ecologische mutatie die zich sinds het einde van de 20e eeuw aan het voltrekken is, betitelde Latour als het Nieuwe Klimaatregime. Volgens Latour zitten de Modernen gevangen in de politieke, religieuze en wetenschappelijke consequenties van een verouderd natuurbegrip. In zijn poging een nieuw paradigma voor wetenschap en politiek uit tekenen, neemt Latour de controversiële Gaia-hypothese van James Lovelock als uitgangspunt. Daarin wijkt de oude natuur voor een wezen in beweging, waarin menselijke activiteit en natuurlijke wereld talloze onverwachte verbindingen aangaan: Gaia. 

## Persoonlijk
Latour was afkomstig uit een familie van wijnproducenten uit Bourgondië (echter niet de producent van Château Latour).
Hij leed enkele jaren aan alvleesklierkanker. Latour overleed op 75-jarige leeftijd.

## Necrologie
Peter Giesen, 'Bruno Latour (1947-2022)', De Volkskrant maandag 10 oktober 2022, pag.11

## Werk van Latour

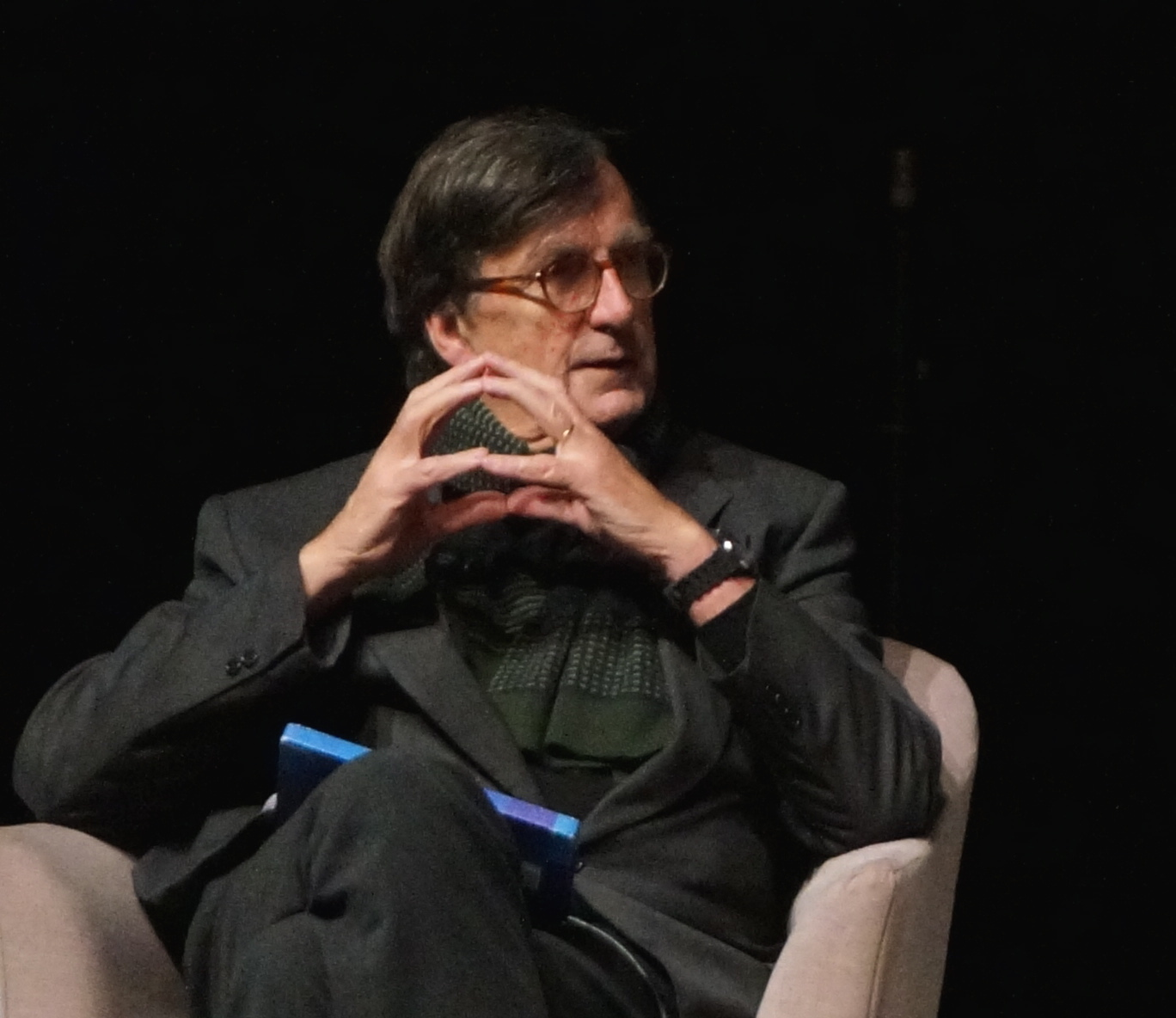
2013

- & Steve Woolgar, Laboratory life: the social contruction of scientific facts, Parijs, La Découverte, 1979, Franse vertaling: 1988
- Les Microbes : Guerre et paix, Parijs, Métailié, 1984, Engelse vertaling: 1988
- Science in action: how to follow scientists and engineers through society, Cambridge (Mass.), Harvard university press. 1987, Franse vertaling: 1989
- Nous n'avons jamais été modernes : Essai d'anthropologie symétrique, Parijs, La Découverte, 1991, Engelse vertaling: 1993
- Aramis ou l'Amour des techniques, Parijs, La Découverte, 1992, Engelse vertaling: 1996
- La clef de Berlin et autres leçons d'un amateur de sciences, Parijs, La découverte, 1993
- Pasteur, une science, un style, un siècle, éd. Perrin, 1994 (ISBN 2-262-01059-5)
- Petites Leçons de sociologie des sciences, Parijs, Le Seuil, 1996
- Petite réflexion sur le culte moderne des dieux faitishes, Le Plessis-Robinson, Synthélabo, 1996
- Pandora's Hope: Essays on the Reality of Science Studies, Cambridge, Mass., Harvard University Press, 1999
- Politiques de la nature : Comment faire entrer les sciences en démocratie, Parijs, La Découverte, 1999, Engelse vertaling: 2004
- Jubiler ou les Tourments de la parole religieuse, Parijs, Les Empêcheurs-Le Seuil, 2002
- La Fabrique du droit : Une ethnographie du Conseil d'État, Parijs, La Découverte, 2002
- & Peter Wiebel Iconoclash. Beyond the Image Wars in Science, Religion and Art, Cambridge, Mass: MIT Press, 2002
- Reassembling the social: An introduction to Actor-Network Theory, Oxford, OUP, 2005
- Changer de société ~ Refaire de la sociologie, Parijs, La Découverte, 2006
- Enquête sur les modes d'existence: une anthropologie des modernes, Parijs, La Découverte, 2012, Engelse vertaling: 2014
- Face à Gaïa: Huit conférences sur le Nouveau Régime Climatique, Parijs, La Découverte, 2015
- Facing Gaia: a new enquiry into natural religion, S.I. Polity, 2017
- Où atterrir? Comment s'orienter en politique, Parijs, La Découverte, 2017
- Où suis-je? Leçons du confinement à l'usage des terrestres, Paris, La Découverte 2021

Vertaald
- Latour, Bruno (1988). — Wetenschap in Actie. Wetenschappers en technici in de maatschappij. vert. Barbara de Lange e.a., Bert Bakker ISBN 90-351-0615-6
- —— (1994). — Wij zijn nooit modern geweest. Pleidooi voor een symmetrische antropologie. vert. Joep van Dijk & Gerard de Vries, Van Gennep ISBN 90-6012-927-X; 2e dr. Boom, 2016
- —— (1997). —  De Berlijnse sleutel, en andere lessen van een liefhebber van wetenschap en techniek. vert. Rokus Hofstede & Henne van der Kooy, Van Gennep ISBN 90-5515-072-X
- —— (2017). —  Oog in oog met Gaia. Acht lezingen over het Nieuwe Klimaatregime. vert. Rokus Hofstede en Katrien Vandenberghe, Octavo, 2017, ISBN 978-94-90334-23-9
- —— (2018). — Waar kunnen we landen? Politieke oriëntatie in het Nieuwe klimaatregime. vert. Rokus Hofstede, Octavo, 2018, ISBN 978-94-90334-25-3
- —— (2020). —  Het parlement van de dingen : Over Gaia en de representatie van niet-mensen. (selectie van artikelen over het parlement van de dingen uit het Frans en het Engels). Nederlandse vertaling: Willem Visser. Amsterdam :Boom uitgevers. ISBN 978-90-244-3328-5
- —— (2021). — Waar ben ik? Lockdownlessen voor aardbewoners, vert. Rokus Hofstede en Katrien Vandenberghe, Octavo 2021, ISBN 978-94-90334-31-4
- —— (2023). — De aarde bewonen. Nicolas Truong in gesprek met Bruno Latour, Octavo 2023, ISBN 978-94-90334-42-0